# Platinum End
Platinum End (プラチナエンド, Purachina Endo) est un manga shōnen  écrit par Tsugumi Ōba et dessiné par Takeshi Obata. Il est prépublié du 4 novembre 2015 au 4 janvier 2021 dans le magazine Jump Square de Shūeisha et compilé en 14 tomes. La version française est publiée chapitre par chapitre en simultané avec le Japon puis en volumes reliés par Kazé.
Une adaptation en anime est diffusée du 8 octobre 2021 au 25 mars 2022.

## Synopsis
Mirai Kakehashi est un jeune étudiant désespéré qui décide de se suicider. Son oncle et sa tante, avec qui il vit depuis la mort de ses parents, le traitent comme un esclave. Lors de son passage à l'acte, il est sauvé par Nasse, un ange. Celle-ci lui révèle que son oncle et sa tante ont en fait organisé le meurtre de ses parents pour toucher de l'argent. Afin qu'il puisse les confronter et faire justice lui-même, Nasse lui donne différents pouvoirs : des ailes lui permettant de se déplacer très rapidement en passant inaperçu, une flèche rouge faisant tomber toute personne touchée amoureuse de lui pendant 33 jours, et une flèche blanche tuant toute personne touchée.
Nasse l'informe ensuite qu'il est l'un des 13 candidats choisis pour postuler au rang de Dieu, le règne de celui-ci s'achevant 999 jours plus tard. Le garçon refuse tout d'abord cette compétition mais apprend que s'il se retire, ses pouvoirs lui seront enlevés et il mourra par suicide, comme cela aurait dû se passer. De plus, parmi les autres candidats, certains sont capables de tout pour gagner, même de tuer la concurrence le plus rapidement possible.

## Personnages

### Les candidats et leurs anges
Chaque candidat est élu par un ange parce qu'il a perdu l'envie de vivre et est passé près de la mort.

#### Rang suprême
Les candidats accompagnés d'un ange de rang suprême peuvent obtenir les ailes, la flèche rouge et la flèche blanche.

##### Mirai Kakehashi(架橋 明日,Kakehashi Mirai?)etNasse(ナッセ?)
Mirai est un jeune garçon sensible et malheureux depuis la mort de ses parents. Il a vécu après leur décès chez son oncle, sa tante et ses cousins qui n'ont cessé de le martyriser. Il décide de se suicider le jour de la cérémonie de fin du collège en se jetant du haut de l'immeuble. Incarnant la bonté et l'innocence sacrifiées, il est rattrapé in-extremis par un ange nommé Nasse. Touchée par sa souffrance et voulant le rendre heureux, cette dernière lui remet les ailes lui permettant de voler à une vitesse supersonique, la flèche rouge lui permettant de soumettre sa victime à ses moindres désirs pendant 33 jours et la flèche blanche lui permettant de tuer sa victime, mais Mirai ignore qu'il va participer à une compétition macabre pour élire le prochain Dieu où il apprendra l'importance du bonheur pour chaque être humain et la préciosité de la vie humaine.

##### Kanade Uryū(生流 奏,Uryū Kanade?)/Metropoliman(メトロポリマン,Metoroporiman?)etMeiza(メイザ?)
Kanade est un élève du lycée prestigieux Jōsō, dont il est le petit-fils de l'administrateur général. Depuis qu'il a été élu par son ange Meiza et à la suite d'un problème survenu avec sa petite sœur, il veut devenir dieu dans le but de pouvoir la sauver, il passe son temps déguisé en super-héros où il se fait appeler Metropoliman dans le but d'éradiquer sans pitié tous les candidats prétendant au poste de Dieu. Ses méthodes calculatrices et meurtrières sont d'une violence extrême où il n'existe pour lui aucune limite à manipuler ou faire souffrir autrui. C'est en découvrant la monstruosité du comportement de Kanade que Nanato, refusant de croire qu'un tel candidat puisse devenir Dieu, continue à s'accrocher à la vie et à lutter.

##### Gaku Yoneda etMuni(ムニ?)
Yoneda est un homme qui se définit comme un savant. Titulaire d'une chaire à l'université de Tokyo, il est l'un des plus jeunes lauréats du prix Nobel en physique et en littérature. C'est quelqu'un de profondément déçu par le genre humain et qui n'hésite pas à le faire transparaître dans ses publications. C'est d'ailleurs ce qui poussera Muni à le choisir comme candidat, ayant interprété cela comme une tendance suicidaire. Il fait actuellement des recherches scientifiques dans son laboratoire sur les différents pouvoirs donnés aux candidats, et pour une raison inconnue, il considère l'élection de Dieu comme une supercherie.

#### Rang 1
Les candidats accompagnés d'un ange de rang 1 peuvent obtenir les ailes et la flèche rouge.

##### Nanato Mukaidō(六階堂 七斗,Mukaidō Nanato?)etBare(バレ?)
Nanato est un homme travaillant dans le textile qui est en phase terminale d'un cancer, marié, ayant une petite fille et attendant un second enfant. Sauvé de son désespoir par son ange Bare, il se joint à Mirai et Saki afin de pouvoir mettre un terme aux agissements de Metropoliman. Incarnant la sagesse, la maturité et l'énergie de vie pour sa famille, Nanato est doté d'une grande ingéniosité et sera souvent "le cerveau" des opérations, en accord avec son ange, Bare, celui de la connaissance.

##### Hajime Sokotani(底谷 一,Sokotani Hajime?)etBaruta(バルタ?)
Hajime est un garçon né laid. Sa laideur le fit être maltraité par sa mère et l'empêcha d'avoir une vie sociale normale. Souffrant aussi de pauvreté, sa mère est obligée de se prostituer pour subvenir à leurs besoins. Le suicide de cette dernière par pendaison conduit Hajime au désespoir et au suicide. C'est l'ange Baruta qui le sauvera et le choisira pour la succession de Dieu. Hajime voue une admiration folle à Metropoliman et souhaite le servir pour l'aider dans sa quête pourtant ce personnage évoluera beaucoup. Touché lors d'un combat par une flèche rouge de Saki, l'amour qu'il ressentira follement pour elle lui permettra de découvrir plus en profondeur le sens de la vie et en fera un personnage en constante interrogation et évolution comme le présageait l'énigmatique Baruta, l'ange de l'intuition.

##### Shōgo Hatakeyama(畠山 省吾,Hatakeyama Shōgo?)etEmaka(エマカ?)
Shōgo est un étudiant qui a échoué trois fois de suite aux examens d'entrée à l'université. Il rencontre Saburō lors des résultats et leur démotivation les conduit à vouloir se donner la mort en avalant des médicaments avant que leurs anges respectifs, Emaka et Egura, ne les choisissent comme candidats à la succession de Dieu. Ensemble, Shōgo et Saburō s'allient pour contrer Metropoliman.

##### Saburō Tabuchi etEgura(エグラ?)
Saburō est un étudiant qui a échoué deux fois de suite aux examens d'entrée à l'université. Il rencontre Shōgo lors des résultats et leur démotivation les conduit à vouloir se donner la mort en avalant des médicaments avant que leurs anges respectifs, Egura et Emaka, ne les choisissent comme candidats à la succession de Dieu. Ensemble, ils s'allient pour contrer Metropoliman.

##### Susumu Yuito etPenema(ぺネマ?)
Susumu est un jeune garçon encore au CM1 qui était souvent seul à cause des horaires tardifs de ses parents et des activités extra scolaires de ses camarades. Un jour, il prit tous les somnifères de ses parents et les aligna devant lui sans réelle intention de suicide. Il rencontra alors Penema, l'ange du jeu qui lui offrit des ailes et une flèche rouge. Plus tard, il rencontra Baruta l'ange de l'intuition qui voulait faire équipe avec Penema et cela sans en informer son candidat Hajime pour ne pas lui imposer cette alliance. Il l'aida donc à trouver Metropoliman afin de lui lancer une flèche rouge en toute discrétion. Il l’obligea alors à se battre avec Mirai jusqu'à la mort de l'un des deux afin d'obtenir une flèche blanche. À la mort de Metropoliman, il récupéra l'ensemble de ses flèches et de ses ailes y compris sa flèche blanche ainsi que sa "base secrète". Il passa ensuite à la télé en révélant sa nature de candidat puis en expliquant l'histoire des candidats devant les caméras. Il le fit dans le but de demander à tout le monde de trouver les candidats restant pour mieux les connaitre et que ce soit le monde entier qui choisissent qui sera le prochain dieu.

##### Saki Hanakago(花籠 咲,Hanakago Saki?)etRubel(ルベル,Ruberu?)
Saki est une amie d'enfance de Mirai, mais elle s'est éloignée de lui non par manque d'affection pour lui mais par convention, suivant le groupe qui harcelait Mirai. Elle en vint à participer aux moqueries malgré elle. Ne pouvant plus supporter de mentir et de lui faire du mal à Mirai, elle décide d'aller s'excuser auprès de lui, le jour de la cérémonie de fin du collège. Au lieu de cela, elle sera témoin de la chute de Mirai. Le pensant mort et rongée par le chagrin et les remords, elle décida aussi de se suicider en allant se noyer. C'est alors qu'elle sera sauvée par Rubel, un ange encore de rang 2 au début de l'histoire, et qui la choisira pour la succession de Dieu. Elle fait équipe avec Mirai et Nanato pour mettre un terme aux agissements de Metropoliman. Rubel, voyant que Saki souffre de se sentir impuissante à aider Mirai et Nanato, décide de tout faire pour être utile à Saki en passant au rang supérieur. Essayant d'absorber le plus de connaissances possibles pour prendre la place de Bare et devenir un ange suprême, c'est en constatant son échec qu'il versera des larmes de compassion pour Saki. Étant le premier ange à avoir jamais versé de larmes, Dieu lui apparut et fit de lui un ange de rang 1 : l'Ange des émotions/sentiments.

##### Shūji Nakaumi etOgaro(オガロ?)
Shuji est un collégien. Son mode de pensée a fait qu'Ogaro, l'ange des ténèbres, l'a choisi comme candidat : en effet, il est profondément défaitiste sur la nature humaine, et un fervent partisan de l'euthanasie. Pour lui, chaque vie appartient à celui qui la possède, et il doit par conséquent être libre d'en disposer comme il veut, même si c'est pour y mettre fin.
Durant son enfance, sa mère a quitté la maison pour se remarier avec un homme plus jeune que son père, et son grand-père est atteint d'une maladie grave. Une fois la flèche rouge reçue, il l'utilisera pour déceler les véritables sentiments de ses proches, et, voyant qu'ils étaient tous rongés par le remords, leur ordonnera de se suicider. Il observa toutefois que cela n'avait d'effet que pour ceux qui possédaient la volonté de passer à l'acte, ce qui le conduira à penser que cette flèche "exauce les vœux".

#### Rang 2
Les candidats accompagnés d'un ange de rang 2 peuvent obtenir les ailes ou la flèche rouge.

##### Tonma Rodriguez(ロドリゲス 頓馬,Rodorigesu Tonma?)/ Kyōsuke Tonma etRuta(ルタ?)
Kyōsuke est un humoriste du monde du divertissement, connu sous son nom de scène Tonma Rodriguez, qui utilise la flèche rouge pour séduire toutes les femmes célébrités. Il a été élu par son ange Ruta car ce dernier ne voulait pas participer à ce concours. Il a donc choisi quelqu'un qui serait vite disqualifié. Tonma Rodriguez est la première victime de Metropolis.

##### Tomoyo Nakayama etJami(ジャミ?)
Tomoyo est une petite fille en école primaire qui se sentait malheureuse à cause de ces camarades, elle aussi victime de harcèlement scolaire, comme Mirai. Son ange Jami l'a choisie pour être candidate à la succession de Dieu, mais d'un caractère modeste et simple, elle ne souhaite que pouvoir vivre enfin heureuse.

##### Yuri Temari etYazeri(ヤゼリ?)
Yuri est une jeune adolescente. Bien qu'extravertie aux premiers abords, elle a fait deux tentatives de suicide. Une fois que Yazeri l'a choisi pour être candidate, celle-ci se mettra à abuser de sa flèche rouge pour mener une vie luxueuse, qu'elle exhibera sur les réseaux sociaux.

### Autres personnages
Manami Yumiki (弓木愛美, Yumiki Manami)
Yumiki est une policière chargée de traquer les candidats au poste de Dieu depuis la révélation de Susumu. Elle décide de s'opposer aux ordres de sa hiérarchie et cache Mirai et Saki. Elle reçoit une flèche rouge de la part de Saki ainsi que des ailes. Elle reste dévouée à leurs causes.
Masaya Hoshi (星雅矢, Hoshi Masaya)
Hoshi est l'époux de Yumiki et un membre de la police. Il s'oppose aux ordres de capture des candidats de Dieu et interpelle Mirai pour le cacher de la société. Il reçoit une flèche rouge de la part de Mirai afin qu'il puisse obtenir des ailes et une flèche rouge pour mettre sous son contrôle toute la police. Il était un ancien camarade de classe de Yoneda et le considère comme un ami (cette considération n'est pas réciproque).
Mimimi Yamada (山田 美々々, Yamada Mimimi) / Micubic (ミスリン, Misurin)
Mimimi est une jeune fille, ancienne mannequin amateure, tueuse en série de collégienne connue sous le nom de Micubic. Sous l'emprise de la flèche rouge de Metropoliman, elle utilise le pouvoir des ailes et de la flèche rouge transmis par ce dernier pour attirer les candidats dans un piège.
Ryūji Bakumatsu
Ryūji est un ex-officier des forces de défense qui a volé des armes lourdes à l'armée. Sous l'emprise de la flèche rouge de Metropoliman, il espère pouvoir être un allié de poids grâce à ses armes lourdes.
Fuyuko Kohinata
Fuyuko est une chercheuse dans un grand organisme pharmaceutique où sa spécialité est la confection d'armes bactériologiques. Sous l'emprise de la flèche rouge de Metropoliman, elle compte se servir de son arme bactériologique pour créer une épidémie sans précédent.

## Manga

Logo original du manga.

Le manga est prépublié du 4 novembre 2015 au 4 janvier 2021 dans le magazine Jump Square,. Le premier volume relié est publié le 4 février 2016 par Shūeisha et la série compte 14 tomes,.
La version française est publiée chapitre par chapitre en simultané avec le Japon, puis en volumes reliés par Kazé,.

### Liste des volumes et chapitres
| no | Japonais         | Japonais          | Français          | Français          |
| no | Date de sortie   | ISBN              | Date de sortie    | ISBN              |
| --- | ---------------- | ----------------- | ----------------- | ----------------- |
| 1 | 4 février 2016   | 978-4-08-880637-2 | 25 mai 2016       | 978-2-8203-2460-3 |
| Couverture : Mirai KakehashiListe des chapitres : - 1 : Le cadeau de l'ange (天使の贈り物, Tenshi no Okurimono) - 2 : Le désir des hommes (男の性, Otoko no Sei) - 3 : Le héros justicier (正義のヒーロー, Seigi no Hīrō) |                  |                   |                   |                   |
| 2 | 2 mai 2016       | 978-4-08-880709-6 | 7 septembre 2016  | 978-2-8203-2494-8 |
| Couverture : NasseListe des chapitres : - 4 : Celle que j'aime (憧れの人, Akogare no Hito) - 5 : L'heure des annonces (発表の瞬間, Happyō no Shunkan) - 6 : Conversation secrète (内緒の話, Naisho no Hanashi) |                  |                   |                   |                   |
| 3 | 4 août 2016      | 978-4-08-880760-7 | 23 novembre 2016  | 978-2-8203-2540-2 |
| Couverture : Kanade UryūListe des chapitres : - 7 : Condamnation à mort (死の宣告, Shi no Senkoku) - 8 : Choix amer (苦渋の二択, Kujū no Ni Taku) - 9 : La Tour du Mal (悪夢のタワー, Akumu no Tawā) |                  |                   |                   |                   |
| 4 | 4 novembre 2016  | 978-4-08-880814-7 | 8 mars 2017       | 978-2-8203-2817-5 |
| Couverture : Saki HanakagoListe des chapitres : - 10 : Découverte fortuite (偶然の産物, Gūzen no Sanbutsu) - 11 : Le cœur d'une jeune fille (乙女の心, Otome no Kokoro) - 12 : Le symbole d'une promesse (約束のしるし, Yakusoku no Shirushi) |                  |                   |                   |                   |
| 5 | 3 février 2017   | 978-4-08-880814-7 | 31 mai 2017       | 978-2-8203-2853-3 |
| Couverture : Nanato MukaidōListe des chapitres : - 13 : Le visage de la détermination (決意の表情, Ketsui no Kao) - 14 : La silhouette dans le miroir (鏡の姿, Kagami no Sugata) - 15 : Attirés dans le piège (誘導の扉, Yūdō no Tobira) |                  |                   |                   |                   |
| 6 | 2 juin 2017      | 978-4-08-881080-5 | 20 septembre 2017 | 978-2-8203-2901-1 |
| Couverture : Hajime SokotaniListe des chapitres : - 16 : Des larmes (涙の行方, Namida no Yukue) - 17 : Palpitations (胸のときめき, Mune no Tokimeki) - 18 : Sa propre valeur (己の価値, Onore no Kachi) - 19 : Récipient de verre (硝子の器, Garasu no Utsuwa) |                  |                   |                   |                   |
| 7 | 2 novembre 2017  | 978-4-08-881080-5 | 24 janvier 2018   | 978-2-8203-2940-0 |
| Couverture : Mirai KakehashiListe des chapitres : - 20 : Issue incertaine (紙一重の攻防, Kamihitoe no Kōbō) - 21 : Deux visions opposées (二人の選択, Futari no Sentaku) - 22 : La beauté éternelle (永遠の美, Eien no Bi) - 23 : Pour un monde meilleur (世界の平和, Sekai no Heiwa) |                  |                   |                   |                   |
| 8 | 4 avril 2018     | 978-4-08-881370-7 | 20 juin 2018      | 978-2-8203-3208-0 |
| Couverture : Kanade UryūListe des chapitres : - 24 : Confiance absolue (絶対の自信, Zettai no Jishin) - 25 : Une vie (一つの命, Hitotsu no Inochi) - 26 : Deux lumières (二つの光, Futatsu no Hikari) - 27 : Assis à la même table (一緒の食卓, Isshō no Tēburu) |                  |                   |                   |                   |
| 9 | 4 septembre 2018 | 978-4-08-881426-1 | 28 novembre 2018  | 978-2-8203-3240-0 |
| Couverture : Susumu YuitoListe des chapitres : - 28 : Annonce aérienne (宙空の告白, Chūkū no Kokuhaku) - 29 : La puissance du partage (拡散の力, Kakusan no Chikara) - 30 : L’assassin parfait (最高の暗殺者, Saikō no Ansatsusha) - 31 : Mise à jour (更新のリスト, Kōshin no Risuto) |                  |                   |                   |                   |
| 10 | 4 février 2019   | 978-4-08-881729-3 | 2 mai 2019        | 978-2-8203-3271-4 |
| Couverture : Shūji NakaumiListe des chapitres : - 32 : Les espoirs d'un jeune garçon (少年の希望, Shōnen no Kibo) - 33 : Les cinq autres (他の5人, Hoka no Go-nin) - 34 : Faux semblant (偽りの姿, Itsuwari no Sugata) - 35 : La force du nombre (数の論理, Kazu no Ronri) - 36 : Le dernier repas (最後の晩餐, Saigo no Bansan)                                                                          |                  |                   |                   |                   |
| 11 | 4 juillet 2019   | 978-4-08-881887-0 | 16 octobre 2019   | 978-2-8203-3298-1 |
| Couverture : Gaku YonedaListe des chapitres : - 37 : Rencontre sous condition (接触の条件, Sesshoku no Jōken) - 38 : La revendication du jeune homme (青年の主張, Seinen no Shuchō) - 39 : L'avenir de l'humanité (人間の未来, Ningen no Mirai) - 40 : Dans le viseur (照準の先, Shōjun no Saki) - 41 : La réaction de l'opinion publique (世間の反応, Seken no Hannō)                                    |                  |                   |                   |                   |
| 12 | 4 février 2020   | 978-4-08-882190-0 | 17 juin 2020      | 978-2-8203-3803-7 |
| Couverture : Yuri TemariListe des chapitres : - 42 : Sources de malheurs (災いの元, Wazawai no Moto) - 43 : La rançon du succès (名誉の代償, Meiyo no Daishō) - 44 : Étoiles dans un ciel nocturne (夜空の星, Yozora no Hoshi) - 45 : La taille des sentiments (思いの丈, Omoi no Take) - 46 : Jour de retrouvailles (再開の日, Saikai no Hi) - 47 : L'heure des discussions (対話の時間, Taiwa no Jikan) |                  |                   |                   |                   |
| 13 | 4 septembre 2020 | 978-4-08-882392-8 | 25 novembre 2020  | 978-2-8203-3855-6 |
| Couverture : Mirai KakehashiListe des chapitres : - 48 : La responsabilité de la science (化学の責任, Kagaku no Sekinin) - 49 : L'ampleur du sacrifice (犠牲の規模, Gisei no Kibo) - 50 : Pour soi-même (自分の為, Jibun no Tame) - 51 : Choix vital (命の選択, Inochi no Sentaku) - 52 : Les ailes de la résignation (決意の翼, Ketsui no Tsubasa) - 53 : Une main tendue (救いの手, Sukuinote)          |                  |                   |                   |                   |
| 14 | 4 février 2021   | 978-4-08-882555-7 | 7 juillet 2021    | 978-2-8203-4085-6 |
| Couverture : Saki Hanakago et Mirai KakehashiListe des chapitres : - 54 : Réflexion mûrie (思考の果て, Shikō no Hate) - 55 : L'avènement de Dieu (神の誕生, Kami no Tanjō) - 56 : Le seigneur de la création (創造の主, Sōzō no Nushi) - 57 : À chacun son bonheur (それぞれの幸せ, Sorezore no Shiawase) - 58 : La dernière flèche (最期の矢, Saigo no Ya)                                               |                  |                   |                   |                   |

## Anime
L'adaptation en anime est annoncée en décembre 2020. La série, composée de 24 épisodes, est réalisée au sein du studio Signal.MD par Hideya Takahashi et Kazuchika Kise, avec Shin'ichi Inozume en tant que scénariste. Kōji Ōdate s'occupant du design des personnages et Masahiro Tokuda composant la musique de la série. Elle est diffusée à partir du 8 octobre 2021 au 25 mars 2022 sur TBS, BS11 et d'autre chaines nippones. En France elle est diffusée en simulcast sur les plateformes Crunchyroll, Anime Digital Network et Wakanim,. Depuis le 18 novembre 2021, Crunchyroll diffuse également une version doublée en français de la série réalisée par le studio de doublage Time-Line Factory, sous la direction artistique de Mélanie Anne Paillié,.
Band-Maid interprète le générique de début intitulé Sense, tandis que Yuu Miyashita interprète le générique de fin intitulé Theory of Surrender (降伏論, Kōfuku-Ron). À partir de l'épisode 15, un nouveau générique de fin est interprété par Kuhaku Gokko sous le nom de Last Straw.

### Liste des épisodes
| No | Titre français              | Titre japonais | Titre japonais       | Date de 1re diffusion |
| No | Titre français              | Kanji          | Rōmaji               | Date de 1re diffusion |
| --- | --------------------------- | -------------- | -------------------- | --------------------- |
| 1 | Le cadeau de l'ange         | 天使の贈り物   | Tenshi no okurimono  | 8 octobre 2021        |
| Mirai Kakehashi prévoit de se tuer le jour de la remise des diplômes de son collège, mais l'ange Nasse lui sauve la vie et lui accorde des ailes et des flèches. Mirai refuse d'abord, mais il commence à reprendre espoir après les avoir reçues. |                             |                |                      |                       |
| 2 | Le héros justicier          | 正義のヒーロー | Seigi no hīrō        | 15 octobre 2021       |
| Mirai décide d'aller à l'école. Les gens qui arrivent voient l'apparition d'un héros Metropoliman, reconnu par la police. Metropoliman annonce aux gens qu'il est un nouveau héros. Ils diffusent ses efforts lors de l'arrestation d'un voleur, ce qui lui vaut le soutien du public. Il est l'un des 13 candidats pour devenir un dieu. Il déclare également qu'il a tué un de ses ennemis et qu'il va achever les autres. Mirai, qui assistait à tout cela, est choqué. Lorsque Mirai rentre chez lui, il a des doutes sur le fait que s'il sort, il pourrait être démasqué par Metropoliman. Malgré tous les avertissements, il décide quand même d'aller assister à la cérémonie d'ouverture. Alors qu'il se dirige vers l'école, Mirai voit un ange qui le démasque. |                             |                |                      |                       |
| 3 | Celle que j'aime            | 憧れの人       | Akogare no hito      | 22 octobre 2021       |
| Mirai est maintenant un lycéen lorsque le mois d'avril arrive. Le jour de sa cérémonie d'entrée, il entre dans l'école et voit un ange voler au-dessus de sa tête... et est abattu par la Flèche rouge de l'amour de son amie d'enfance Saki Hanakago (en tant qu'arrangement). Mirai est prêt à offrir sa vie pour protéger Saki après être tombé dans le piège de Revel, la tromperie de l'ange. Il choisit de se sacrifier afin d'éliminer un autre candidat, mais... Pendant ce temps, Metropoliman, le candidat voilé, passe à l'action, et la crise entre dans une nouvelle phase. |                             |                |                      |                       |
| 4 | L'heure du rassemblement    | 集結の瞬間     | Shūketsu no toki     | 29 octobre 2021       |
| Mirai est maintenant un lycéen lorsque le mois d'avril arrive. Le jour de sa cérémonie d'entrée, il entre dans l'école et voit un ange voler au-dessus de sa tête... et est abattu par la Flèche rouge de l'amour de son amie d'enfance Saki Hanakago. Mirai est prêt à offrir sa vie pour protéger Saki après être tombé dans le piège de Revel, la tromperie de l'ange. Il choisit de se sacrifier afin d'éliminer un autre candidat, mais... Pendant ce temps, Metropoliman, le candidat voilé, passe à l'action, et la crise entre dans une nouvelle phase. |                             |                |                      |                       |
| 5 | Condamnation à mort         | 死の宣告       | Shi no senkoku       | 5 novembre 2021       |
| "Je n'ai rien pu faire..." Mirai et Saki quittent le stade de Jinbo avec juste des émotions d'impuissance à l'esprit. Difficile de penser qu'à eux deux, ils pourraient affronter Metropoliman, le plus redoutable stratège du monde... Cependant, Mirai et Saki sont approchés par un nouveau candidat. Son nom est Nanato Mukaido. Mukaido prévient Mirai et Saki que Metropoliman ne doit pas devenir le prochain Dieu, et leur suggère d'entreprendre la tâche ensemble. |                             |                |                      |                       |
| 6 | Deux choix amers            | 苦渋の二択     | Kujū no Nitaku       | 12 novembre 2021      |
| La fille "A", meurtrière en série dans un collège, s'échappe du centre où elle est détenue. Le groupe de Mirai en déduit que Metropoliman l'a aidée à s'évader pour attirer d'autres candidats Dieu. Mirai méprise la volonté de Metropoliman de se mettre dans le pétrin. |                             |                |                      |                       |
| 7 | La tour du cauchemar        | 悪夢のタワー   | Akumu no tawā        | 19 novembre 2021      |
| Mirai et Mukaido utilisent leurs ailes pour se rendre à la Grande Tour, où un terrible piège a été mis en place. Leur adversaire Metropoliman émerge de la brume de fumée. Mirai finit par affronter Metropoliman, qui le rejette comme un petit morveux qui n'a pas la confiance nécessaire pour se battre. Mais lorsque Mirai est encerclé, il prend un tournant inattendu. Mirai met sa vie en danger afin de tirer sur une Flèche, et... |                             |                |                      |                       |
| 8 | Le symbole d'une promesse   | 約束のしるし   | Yakusoku no shirushi | 26 novembre 2021      |
| La bataille de la Grande Tour jette une ombre sur Mirai et les autres à bien des égards. Saki, qui n'a pas pu participer au combat, semble être perturbée par quelque chose. Metropoliman commence à préparer son prochain coup. Mirai découvre la vérité et demande alors à Saki de faire un certain choix. Pendant ce temps, le lycéen Kanade Uryu, qui était en fait Metropoliman, semble lui aussi préparer son prochain coup. |                             |                |                      |                       |
| 9 | Le visage d'un meurtrier    | 刺客の貌       | Shikaku no kao       | 3 décembre 2021       |
| 10 | Là où les larmes coulent    | 涙の行方       | Namida no yukue      | 10 décembre 2021      |
| 11 | Sa propre valeur            | 己の価値       | Onore no kachi       | 17 décembre 2021      |
| 12 | Issue incertaine            | 紙一重の攻防   | Kamihitoe no kōbō    | 24 décembre 2021      |
| 13 | La paix dans le monde       | 世界の平和     | Sekai no heiwa       | 7 janvier 2022        |
| 14 | Deux lumières               | 二つの光       | Futatsu no hikari    | 14 janvier 2022       |
| 15 | Le pouvoir de diffusion     | 拡散の力       | Kakusan no chikara   | 21 janvier 2022       |
| 16 | L’assassin parfait          | 最高の暗殺者   | Saikō no ansatsusha  | 28 janvier 2022       |
| 17 | Les cinq autres             | 他の5人        | Hoka no gonin        | 4 février 2022        |
| 18 | Le dernier repas            | 最後の晩餐     | Saigo no bansan      | 11 février 2022       |
| 19 | L'avenir de l'humanité      | 人間の未来     | Ningen no mirai      | 18 février 2022       |
| 20 | La rançon du succès         | 名誉の代償     | Meiyo no daishō      | 25 février 2022       |
| 21 | L'heure des discussions     | 対話の時間     | Taiwa no jikan       | 4 mars 2022           |
| 22 | Les ailes de la résignation | 覚悟の翼       | Kakugo no tsubasa    | 11 mars 2022          |
| 23 | Réflexion mûrie             | 思考の果て     | Shikō no hate        | 18 mars 2022          |
| 24 | La dernière flèche          | 最期の矢       | Saigo no ya          | 25 mars 2022          |

### Distribution
| Personnages                | Voix japonaises,      | Voix françaises,      |
| -------------------------- | --------------------- | --------------------- |
| Mirai Kakehashi            | Miyu Irino            | Adrien Larmande       |
| Nasse                      | Yui Ogura             | Lila Lacombe          |
| Saki Hanakago              | M.A.O                 | Clotilde Verry        |
| Rubel                      | Natsuki Hanae         | Arnaud Laurent        |
| Kanade Uryū / Metropoliman | Kaito Ishikawa        | Bastien Bourlé        |
| Meyza                      | Kikuko Inoue          | Véronique Desmadryl   |
| Gaku Yoneda                | Kenjiro Tsuda (ja)    | Emmanuel Rausenberger |
| Muni                       | Fumi Hirano           | Catherine Lafond      |
| Nanato Mukaidō             | Toshiyuki Morikawa    | Julien Chatelet       |
| Bare                       | Ai Kayano             | Kaïna Blada           |
| Hajime Sokotani            | Tomoaki Maeno (ja)    | Alan Aubert           |
| Baruta                     | Hikaru Midorikawa     | Sébastien Minéo       |
| Susumu Yuito               | Megumi Han            | Clara Soares          |
| Penema                     | KENN (ja)             | Thomas Sagols         |
| Shūji Nakaumi              | Daiki Yamashita       | Victor Niverd         |
| Ogaro                      | Romi Park             | Pascale Chemin        |
| Shōgo Hatakeyama           | Daisuke Hirakawa (ja) | Laurent Blanpain      |
| Saburō Tabuchi             | Hiroyuki Yoshino (ja) | Tony Marot            |
| Tomoyo Nakayama            | Shiori Sugiura (ja)   | Anna Lauzeray Gishi   |
| Jami                       | Yuna Yoshino (ja)     | Alice Orsat           |
| Tonma Rodriguez            | Tomokazu Sugita       | Olivier Cordina       |
| Luta                       | Takehito Koyasu       | Nicolas Justamon      |
| Yuri Temari                | Saori Ōnishi (ja)     | Catherine Desplaces   |
| Yazeri                     | Ryōta Takeuchi (ja)   | Emmanuel Gradi        |
| Masaya Hoshi               | Hiroshi Tsuchida (ja) | Jean-Marco Montalto   |
| Manami Yumiki              | Yui Ishikawa          | Caroline Combes       |
| Mizukiyo Minamikawa        | Shōya Chiba (ja)      | Benjamin Bollen       |
| Mimimi Yamada              | Kaori Maeda (ja)      | Isabelle Volpe        |
| Ryūji Bakumatsu            | Ōta Volcano (ja)      | Arthur Khong          |
| Fuyuko Kohinata            | Masumi Tazawa (ja)    | Ninon Moreau          |
| Dieu                       | Yūsaku Yara           | Yann Pichon           |

## Ventes
Au Japon, le tome 1 s'est vendu à 275 403 exemplaires, le second à 192 104 exemplaires et le troisième à 180 577 exemplaires. En France, le tirage du premier tome est de 50 000 exemplaires, et une édition collector limitée à 2 000 exemplaires avec une couverture inédite est mise en vente par la Fnac.

### Annotations
1. ↑  Les titres français de l'adaptation en anime proviennent de Crunchyroll.

### Œuvres

#### Édition japonaise
1. 1 2  (ja) « Tome 1 », sur Shūeisha (consulté le 22 février 2019).
2. 1 2  (ja) « Tome 2 », sur Shūeisha (consulté le 22 février 2019).
3. 1 2  (ja) « Tome 3 », sur Shūeisha (consulté le 22 février 2019).
4. 1 2  (ja) « Tome 4 », sur Shūeisha (consulté le 22 février 2019).
5. 1 2  (ja) « Tome 5 », sur Shūeisha (consulté le 22 février 2019).
6. 1 2  (ja) « Tome 6 », sur Shūeisha (consulté le 22 février 2019).
7. 1 2  (ja) « Tome 7 », sur Shūeisha (consulté le 22 février 2019).
8. 1 2  (ja) « Tome 8 », sur Shūeisha (consulté le 22 février 2019).
9. 1 2  (ja) « Tome 9 », sur Shūeisha (consulté le 22 février 2019).
10. 1 2  (ja) « Tome 10 », sur Shūeisha (consulté le 22 février 2019).
11. 1 2  (ja) « Tome 11 », sur Shūeisha (consulté le 25 mai 2019).
12. 1 2  (ja) « Tome 12 », sur Shūeisha (consulté le 26 janvier 2020).
13. 1 2  (ja) « Tome 13 », sur Shūeisha (consulté le 12 décembre 2020).
14. 1 2  (ja) « Tome 14 », sur Shūeisha (consulté le 23 décembre 2020).

#### Édition française
1. 1 2  « Tome 1 », sur Kazé (consulté le 22 février 2019).
2. 1 2  « Tome 2 », sur Kazé (consulté le 22 février 2019).
3. 1 2  « Tome 3 », sur Kazé (consulté le 22 février 2019).
4. 1 2  « Tome 4 », sur Kazé (consulté le 22 février 2019).
5. 1 2  « Tome 5 », sur Kazé (consulté le 22 février 2019).
6. 1 2  « Tome 6 », sur Kazé (consulté le 22 février 2019).
7. 1 2  « Tome 7 », sur Kazé (consulté le 22 février 2019).
8. 1 2  « Tome 8 », sur Kazé (consulté le 22 février 2019).
9. 1 2  « Tome 9 », sur Kazé (consulté le 22 février 2019).
10. 1 2  « Tome 10 », sur Kazé (consulté le 22 février 2019).
11. 1 2  « Tome 11 », sur Kazé (consulté le 28 juin 2019).
12. 1 2  « Tome 12 », sur Kazé (consulté le 26 janvier 2020).
13. 1 2  « Tome 13 », sur Manga news (consulté le 12 décembre 2020).
14. 1 2  « Tome 14 », sur Manga news (consulté le 23 septembre 2021).